# Sloanea robusta
Sloanea robusta là một loài thực vật có hoa trong họ Côm. Loài này được Uittien miêu tả khoa học đầu tiên năm 1925.